# Битка на Гатачко поле
Битката на Гатачко поле е сражение през есента на 1276 година между армиите на сръбския крал Стефан Урош I и неговия син и претендент за престола Стефан Драгутин.
Стефан Драгутин, с помощ от Унгария, надделява над армията на баща си, който абдикира и се замонашва.